# Have Gun – Will Travel
Have Gun – Will Travel ist eine US-amerikanische Westernserie, die zwischen 1957 und 1963 mit Richard Boone in der Hauptrolle produziert wurde und ab dem 14. September 1957 bei CBS ausgestrahlt wurde.

## Handlung
Die Serie beschreibt die Abenteuer des Paladin, einem Absolventen der West Point-Militärschule, der nach dem Ende des Sezessionskrieges inkognito in einem Hotel in San Francisco ein Dandyleben lebt. In Rückblenden wird erzählt, wie er zu seiner zweiten Identität als Revolverheld kam: Um Wettschulden zu begleichen, sollte er einen mysteriösen Kriminellen namens Smoke aufspüren und töten. Nachdem er seinen Auftrag erfüllt hat, stellt sich heraus, dass er belogen wurde – Smoke war kein Krimineller, sondern beschützte die Bürger einer Kleinstadt vor seinem Auftraggeber, dem wirklichen Verbrecher. Paladin übernahm daraufhin die von Smoke getragene schwarze Westernkluft und tötete seinen Auftraggeber.
Er inseriert in Zeitungen und bietet dort seine Dienste als Revolverheld mit der Aussage Have Gun – Will Travel (Habe eine Waffe – bin bereit zu reisen) an, für die er üblicherweise tausend US-Dollar berechnet. Seinen Gegenspielern ist Paladin nicht nur durch seine Waffe, einen Colt Single Action Army, sondern auch durch sein weltgewandtes Auftreten überlegen. Seine Gegner tötet er nur in Notwehr.
Neben Richard Boone als Paladin gibt es nur einen einzigen regelmäßigen Darsteller in der Serie, den chinesischen Hotelpagen Hey Boy, der ihm im Carlton Hotel zu Diensten steht.

## Hintergrund
Anders als die meisten anderen Fernsehserien dieser Zeit wurde zum großen Teil nicht im Studio, sondern an Drehorten in Kalifornien und Oregon gedreht. Der spätere Star-Trek-Erfinder Gene Roddenberry schrieb das Drehbuch zu 24 Episoden. Die Fernsehserie war Ende der 1950er Jahre so erfolgreich, dass sie zu einer Radioserie adaptiert wurde. Zwischen 1958 und 1960 wurden auf CBS Radio 106 Folgen der Serie ausgestrahlt. Zudem erschienen drei auf der Fernsehserie basierende Romane.

## DVD-Veröffentlichung
Ab 2004 veröffentlichte Paramount alle Staffeln der Serie auf DVD. Zuvor war die Serie auch komplett auf VHS verfügbar.

## Auszeichnungen
Emmyverleihung
- 1958 – Nominierung in der Kategorie Best Cinematography for Television für William Margulies
- 1959 – Nominierung in der Kategorie Best Actor in a Leading Role (Continuing Character) in a Dramatic Series für Richard Boone
- 1959 – Nominierung in der Kategorie Best Cinematography for Television für William Margulies
- 1959 – Nominierung in der Kategorie Best Western Series
- 1960 – Nominierung in der Kategorie Outstanding Performance by an Actor in a Series für Richard Boone